# Roman Niegosz
Roman Karol Niegosz (ur. 10 czerwca 1950 w Sobieszowie, zm. 1 maja 1995 w Jeleniej Górze) – polski polityk, technik, działacz związkowy, poseł na Sejm X kadencji.

## Życiorys
Ukończył w 1971 wieczorowe Technikum Elektromechaniczne w Piechowicach. Pracował jako elektromechanik samochodowy. Zawodowo związany z Karkonoskim Parkiem Narodowym, w 1986 został drwalem, a następnie strażnikiem. W został 1980 pozyskany do współpracy przez Milicję w Jeleniej Górze jako TW (z powodu wynajmowania kwater), zerwał współpracę po kilku miesiącach, w latach następnych rozpracowywany przez funkcjonariuszy Służby Bezpieczeństwa. Od 1980 działał w „Solidarności”, uczestniczył w przygotowaniu wniosku o rejestrację związku. Od września 1980 do maja 1981 był członkiem Krajowej Komisji Porozumiewawczej. W stanie wojennym został (podobnie jak jego brat Władysław) internowany na okres od 13 grudnia 1981 do 23 grudnia 1982 (w Kamiennej Górze, Wrocławiu, Nysie, Grodkowie i Uhercach). Po zwolnieniu działał w podziemiu, organizował też pomoc osobom represjonowanym. Od 1983 do 1986 zaprzysiężony członek Solidarności Walczącej, uczestnik Duszpasterstwa Ludzi Pracy przy kościele Podwyższenia Krzyża Świętego w Jeleniej Górze (1983–1989). Po stanie wojennym organizował struktury „Solidarności” w województwie jeleniogórskim i w Karkonoskim PN.
W latach 1989–1991 był posłem na Sejm kontraktowy z ramienia Komitetu Obywatelskiego. W Sejmie zasiadał w Komisji Łączności z Polakami za Granicą. Brał udział w tworzeniu Solidarności Pracy. Po zakończeniu kadencji zrezygnował z działalności politycznej.
Pochowany na cmentarzu komunalnym w jeleniogórskim Sobieszowie.